# Viks slott
Viks slott (äldre stavning Wik eller Wijk) är ett slott i Balingsta socken i Uppsala kommun, Uppland, beläget vid Mälaren 20 kilometer sydväst om Uppsala. Riksväg 55 och därefter länsväg C 591 leder från Uppsala eller Enköping till Vik.
Slottsbyggnaden, som ursprungligen byggdes som en försvarsborg omkring 1450, renoverades i fransk stil på 1600-talet, men fick sitt nuvarande exteriöra utseende genom arkitekten Fredrik Wilhelm Scholanders restaurering 1858–1860. Borgen moderniserades invändigt, nya flygelbyggnader i trä och en parkanläggning anlades på 1670-talet med Mathias Spihler som arkitekt.
Byggnaden är idag skyddad som byggnadsminne. Slottet, som ägs av Region Uppsala, används till kurs- och konferensverksamhet.

## Historia

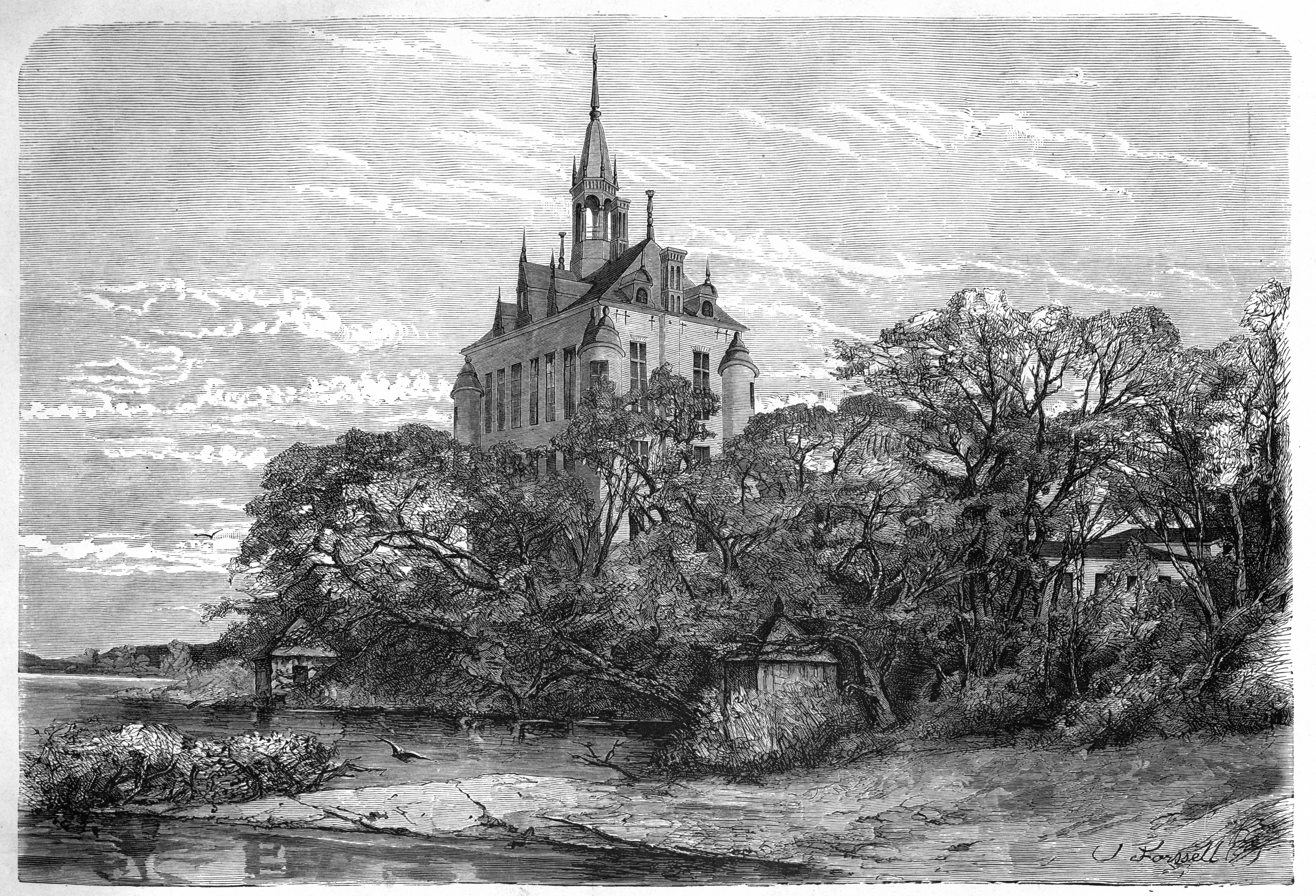
Xylografi publicerad 1877 efter ett arbete av Victor Forssell.

Den förste kände ägaren av gården var lagmannen Israel Andreasson (And), död 1289. Vik (Vihc) är omnämnt i skrift 1303 som sätesgård för Ramborg Israelsdotter (And) och 1315 för hennes make Arvid Gustavsson (Sparre av Vik), som dödades vid Nyköpings gästabud 1317. Gården kom därefter genom arv genom deras sonsons dotter och måg i ätten Bielkes ägo omkring 1380. Under Bielkes tid kom borgen att byggas. På Vik residerade från 1470-talet Nils Klausson (Sparre av Ellinge) och från 1505 dennes son Knut Nilsson. Enligt Peder Swart belägrade Gustav Vasa "ett litet hus i Hagunda benämnt Vik" 1521, som då försvarades av Knut Nilsson (Sparre av Ellinge). Belägringen varade i mer än ett år.
År 1638 ärvdes gården av den då 18-åriga Sigrid Bielke och hennes make, riksrådet och generalguvernören över Livland, Gustaf Horn af Björneborg. Godset gick sedan i deras ättlingars ägo. Via landshövdingen Carl Gustaf von Liewens (1722–1770) dotterdotter Charlotta Eleonora (1771–1791) kom godset genom gifte till hennes make, riksmarskalken Hans Henric von Essen och via dennes son i ett annat gifte, Gustaf Adolf Fredrik Wilhelm von Essen, vidare i hans släkt i 124 år, tills det för första gången såldes år 1912. Vik hade då, efter Ingeborg Israelsdotter 1303, gått i arv i 24 generationer under mer än 600 år.
Ny ägare blev bankiren Alfred Berg. Köpeskillingen var 125.000 kronor. Vid hans död köptes Vik av journalisten Carl Sigfrid Dahlin, ägare till den beryktade skandaltidningen Fäderneslandet. Efter endast ett år som ägare sålde han 1923 egendomen vidare för samma summa till Uppsala läns landsting, som där inrättade sin folkhögskola.

## Slottet idag
Konferenscentret har femton konferens- och grupprum i olika storlekar. Åtta av dessa rum finns på slottet. På området finns även fyra hotellbyggnader, som är öppna året runt med sammanlagt 88 bäddar. Förutom konferens- och kursverksamhet finns även ett kultur- och aktivitetscentrum.
Parken är en vidsträckt naturpark. Längs stigarna finns informationsstolpar med beskrivningar av vad som påträffas i området. Utmed Lårstavikens norra strand vid slottet finns ett bad med bryggor och stora gräsplättar

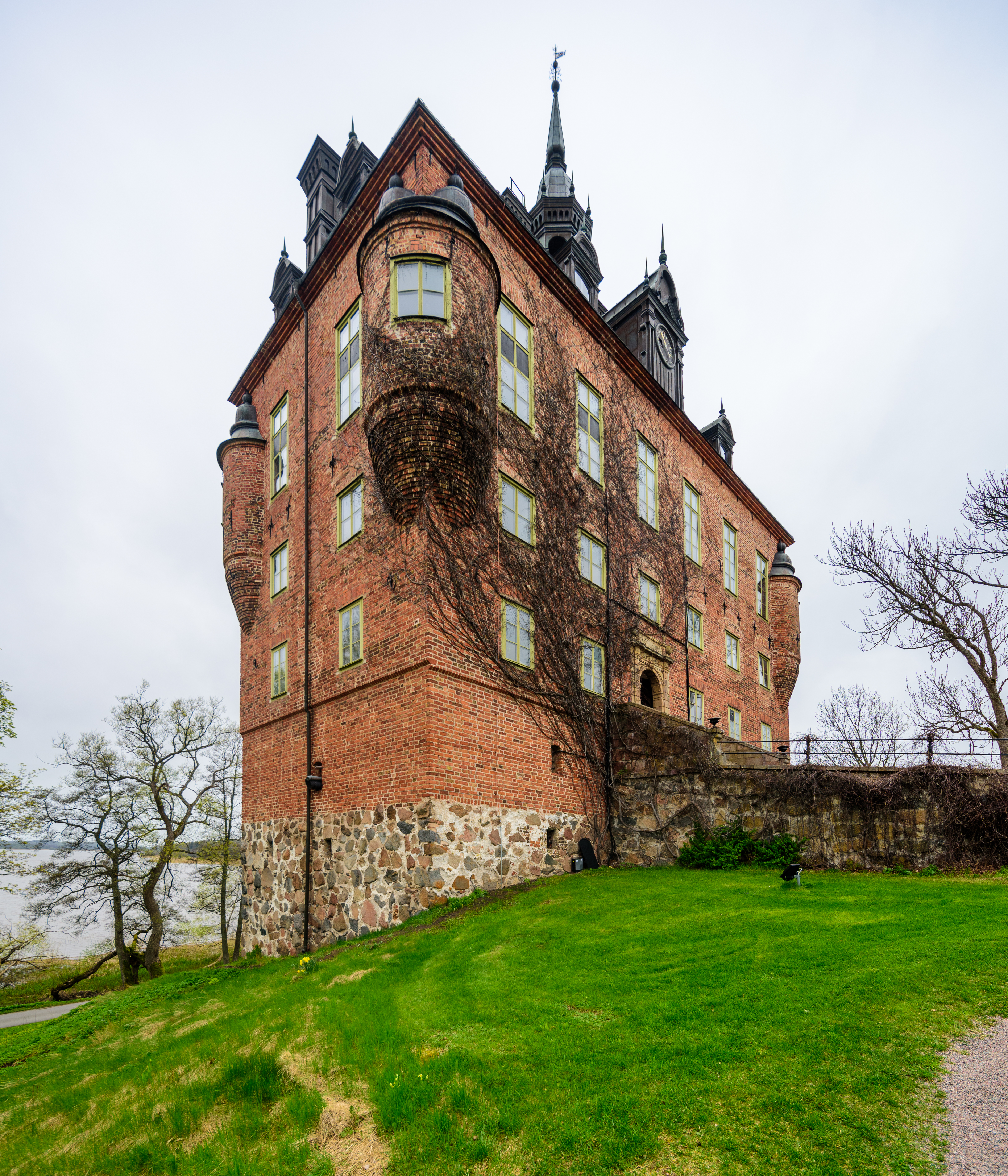
Slottet.
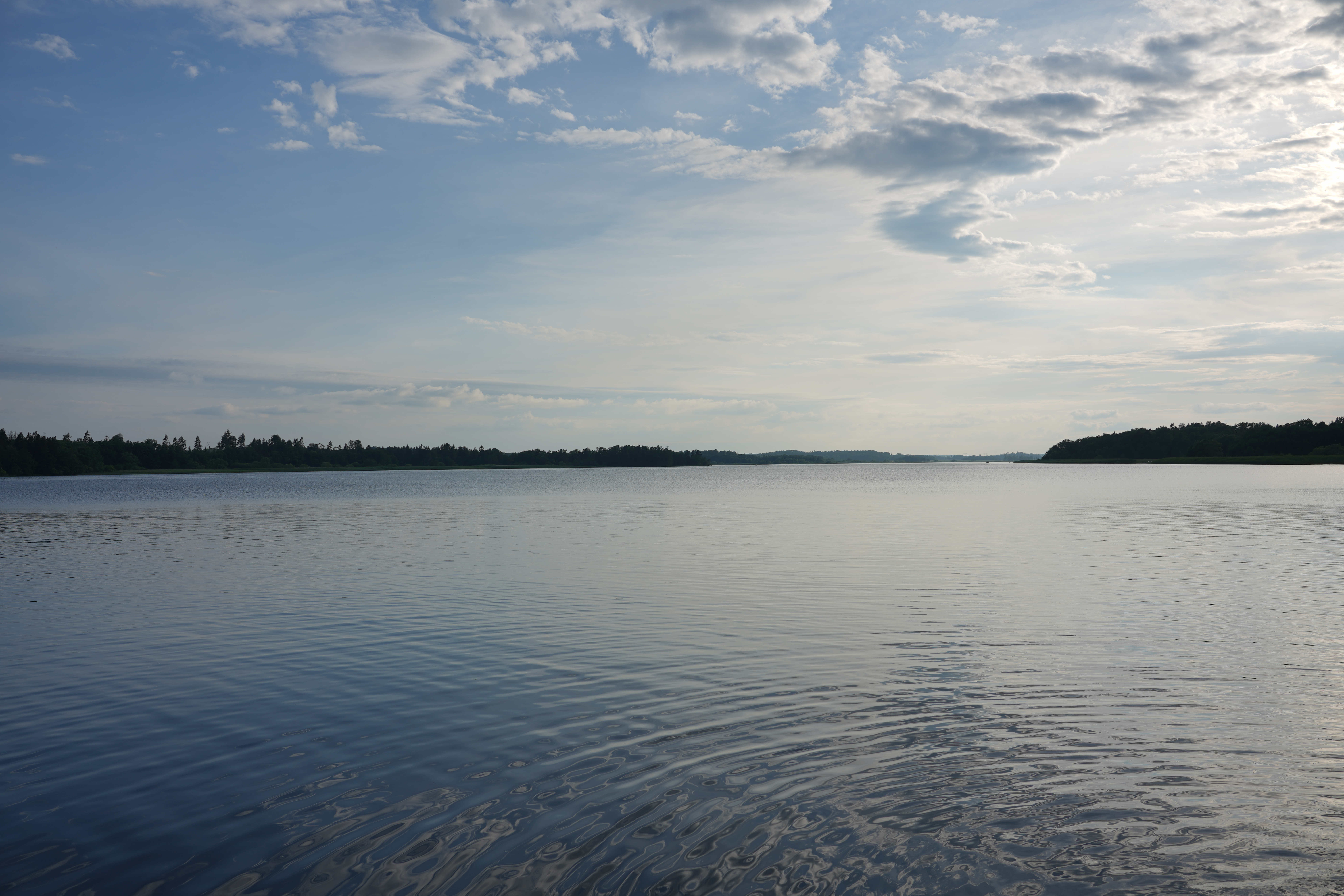
Utsikt över Lårstaviken från bryggan
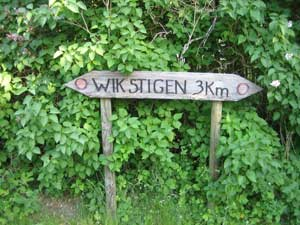
Stig
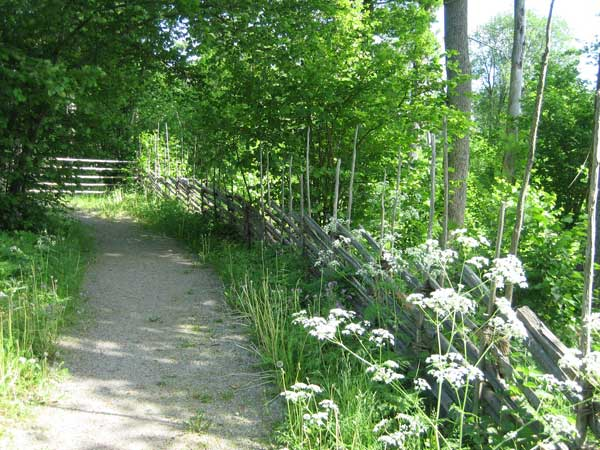
Parken